# Khuld, Dundgovi
Khuld (tiếng Mông Cổ: Хулд) là một sum của tỉnh Dundgovi ở Mông Cổ. Vào năm 2007, dân số của sum là 2.458 người.

## Địa lý
Sum có diện tích khoảng 6.070 km2. Trung tâm sum, Ulaanjirem, nằm cách tỉnh lỵ Mandalgovi 95 km và thủ đô Ulaanbaatar 350 km.

### Khí hậu
Khuld có khí hậu hoang mạc. Nhiệt độ trung bình hàng năm trong khu vực là 8 °C. Tháng ấm nhất là tháng 7, khi nhiệt độ trung bình là 30 °C và lạnh nhất là tháng 12, với −16 °C. Lượng mưa trung bình hàng năm là 129 mm. Tháng ẩm ướt nhất là tháng 7, với lượng mưa trung bình là 39 mm, và khô nhất là tháng 2, với 1 mm.

## Kinh tế
Sum có một trường học, bệnh viện và khu dịch vụ.